# Emilio Soriano Aladrén
Emilio Soriano Aladrén (Saragozza, 29 ottobre 1945) è un ex arbitro di calcio spagnolo.

## Carriera
Diventato internazionale nel 1978, concluse la carriera nel 1992 per raggiunti limiti d'età, con un bilancio complessivo di 185 partite dirette nella Primera División. A livello internazionale diresse l'incontro dei Mondiali 1990 tra Olanda ed Egitto, due partite dei Campionati europei - una nel 1988, l'altra nel 1992 (la semifinale tra Olanda e Danimarca, vinta da quest'ultima ai rigori). Nel suo palmarès figurano la partecipazione come assistente ai Mondiali di calcio Spagna 1982, e quella a ben tre edizioni dei Mondiali under-20 (nel 1981, nel 1985 e nel 1987). Diresse anche la finale d'andata della Coppa UEFA 1990 tra Juventus e Fiorentina, prima finale europea tra due squadre italiane. La partita venne vinta dai bianconeri per 3-1, con molte polemiche per la durezza della partita e per la contestata validità del secondo gol juventino.